# Estación Villa Adelina

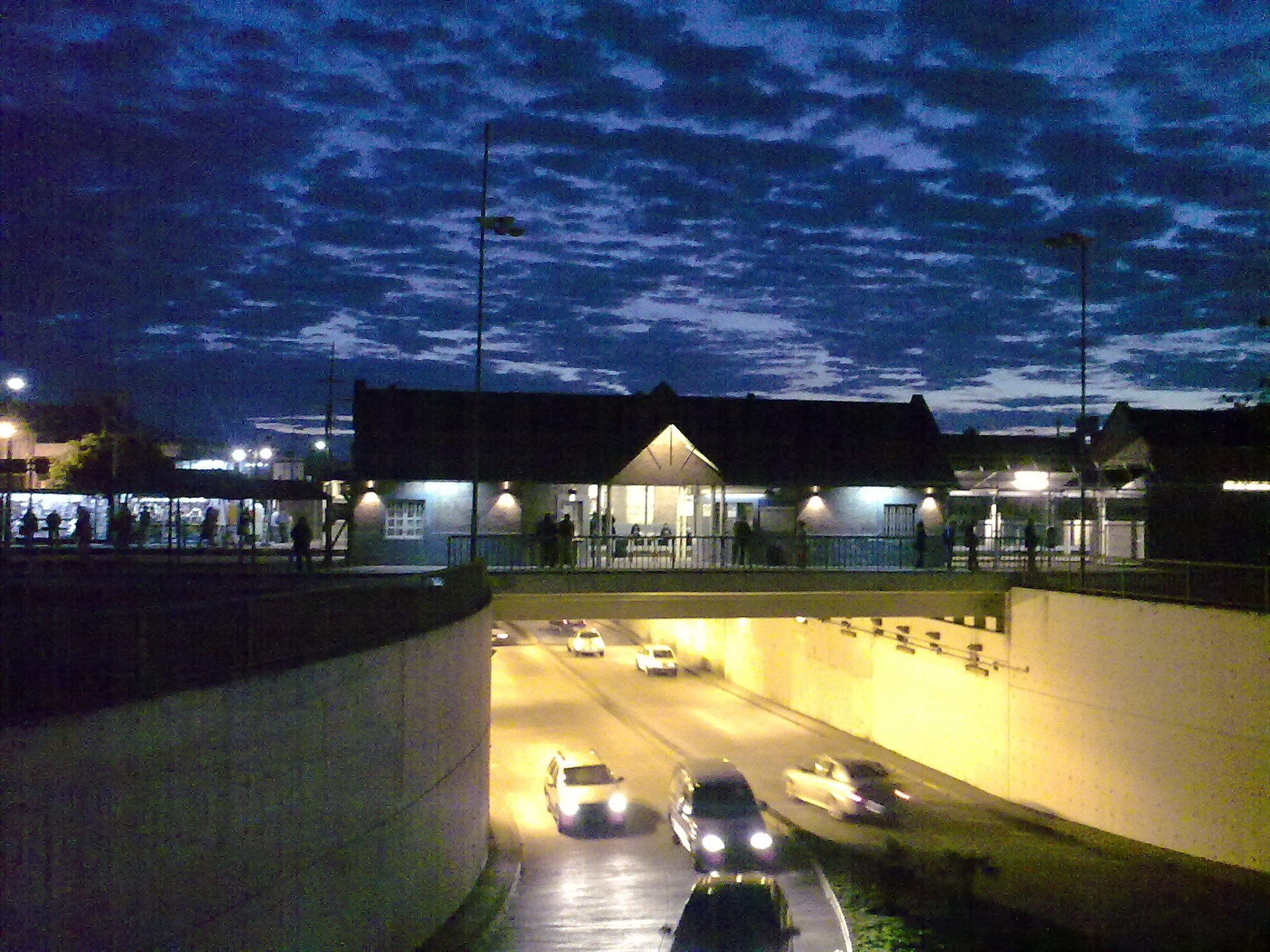
El túnel y la estación al alba.

Villa Adelina es una estación ferroviaria ubicada en la localidad homónima, entre los partidos de San Isidro y Vicente López, Provincia de Buenos Aires, Argentina. La estación histórica fue demolida en 1999 para permitir la construcción de un túnel vehicular en el sitio, en su lugar se construyó luego una réplica de la misma sobre el túnel, imitando vagamente el estilo original, y que es la que hoy existe.

## Servicios
Es una estación intermedia del servicio diésel metropolitano que se presta entre las estaciones Retiro y Villa Rosa.

## Ubicación e Infraestructura
Como rasgos peculiares, una mitad de la estación se encuentra en el distrito de Vicente López y otra mitad en el partido de San Isidro, a la altura de la avenida Paraná. 
Recientemente fue construido un paso bajo nivel que discurre justo bajo las plataformas. Este túnel, con altura para tránsito pesado de gran porte, termina en la parte Oeste en cerradas curvas hacia los laterales, debido a que los comerciantes de la avenida Paraná se resistieron a que la salida siguiera en línea recta desembocando en esta avenida. Como consecuencia, se produjo un gran impacto de tránsito en la zona, generando además situaciones absurdas como la de tres calles seguidas con el mismo sentido de circulación. El gran paredón frontal que genera este peculiar diseño fue utilizado para un gran mural cerámico donde se exhiben los nombres de los intendentes de Vte López y San Isidro en grandes letras.
Enfrente de la estación se encuentran las terminales de las líneas de colectivos 71 y 184. Tampoco muy lejos de allí, unas tres cuadras al sur se ubica también un depósito de la línea 41 perteneciente a Azul S. A. T. A.

## Historia
La estación Villa Adelina pertenece a la primera etapa de construcción del enlace del Ferrocarril Central Córdoba entre Rosario y el Gran Buenos Aires; de aquí a estación Retiro se terminaría de construir tres años más tarde.
Unos seis kilómetros al sud del río de las Conchas, en la zona conocida como lomas de San Isidro, cerca del camino del fondo de la legua, la empresa del ferrocarril Córdoba a Rosario decidió instalar la terminal provisoria de su extensión de la línea a Buenos Aires. En 1907, se decidió darle a esta estación el nombre de «Villa Adelina», como homenaje al recientemente nombrado representante legal de la línea, Duncan Mackay Munro, al evocar el nombre de su nieta preferida, Adelina M. Drysdale, quién residía en ese momento en Europa con su familia. Adelina tenía entonces once años de edad.

Aunque ya existía población anterior, el 29 de marzo de 1909, decidió considerarse como la fundación de Villa Adelina, dado que en esa fecha se detuvo en esta estación el primer tren a vapor. Mientras se continuaba el tendido de vías hacia Retiro, en la Ciudad Autónoma de Buenos Aires.
La estación histórica fue demolida durante los gobiernos de Melchor Posse (San Isidro) y Enrique García (Vte López) para permitir la construcción de un túnel vehicular en el lugar, en su reemplazo se construyó luego una réplica de la misma sobre el túnel, imitando vagamente el estilo original, y que es la que hoy existe. 
Este proyecto fue largamente resistido por los habitantes de Villa Adelina ya que existían proyectos de mucho menor costo y menor impacto ambiental, sin demoler la estación, como el de construir dos pasos bajo nivel complementarios para automóviles bajo las calles paralelas al norte y sur de la estación.